# Festival overture
Festival overture is een compositie van Arnold Bax. Een eenvoudige versie dateert uit oktober 1909, de (min of meer) definitieve orkestratie volgde in maart 1911 tijdens een verblijf in Ierland.
Bax schreef deze ouverture vermoedelijk zonder enige aanleiding. Hijzelf gaf in zijn voorwoord van de première aan, dat het werk afweek van een gangbare ouverture in dat hij in het middenstuk de doorwerking had vervangen door een nieuw thema, samen met het eerste thema leidend naar het slot. Hij schreef ook voor dat uitvoeringen enigszins rebellerend moesten zijn. Dat is terug te vinden in de aanduidingen in het werk "Allegro vivace – con brio".
Bax reviseerde het werk voor een uitvoering in 1919, Parlett constateerde vele kleine verschillen in de orkestratie. Er is van dit werk ook een versie voor twee piano’s, maar vanwege een afwijkend handschrift in het manuscript is niet duidelijk of die daadwerkelijk van Bax is. Het vermoeden bestaat dat de pianoversie geschreven is vanwege de opkomende première van de eerste versie. Deze versie kwam pas ter tafel toen Lewis Foreman aan zijn biografie van Bax werkte. Pianist Vivian Langrish bleek in het bezit te zijn van twee exemplaren, waarvan er een aan Foreman werd gegeven, de andere ging verloren nadat de pianist overleed, aldus Foreman.
De eerste uitvoering vond plaats op 27 maart 1912 in de Queen's Hall in Londen. Balfour Gardiner leidde toen het New Symphony Orchestra en Bax droeg de eerste versie van de ouverture dan ook aan hem op. Het werk sloeg, alhoewel goed gerecenseerd na de premier nauwelijks aan getuige de slechts twee opnamen die in 2017 te koop zijn:
- Uitgave Chandos: Bryden Thomson en het London Philharmonic Orchestra in een opname uit circa 1987
- Uitgave Naxos, Martin Roscoe en Ashley Wass, versie voor twee piano’s, opname 2007